# Temple des ancêtres impériaux de Pékin
Le temple des ancêtres impériaux de Pékin (chinois : 北京太庙 ; pinyin : Běijīng tàimiào) est un temple dédié à la famille impériale chinoise. Il est situé près de la Cité interdite à Pékin en République populaire de Chine.